# 庄司保親
庄司 保親（しょうじ やすちか、明治45年（1912年）3月1日 - 没年不明）は日本の実業家、政治家。元合資会社第弐商会代表社員社長。元鳥取県西伯郡渡村会議員。
女優・司葉子はいとこ。

## 経歴
明治45年（1912年）3月1日、鳥取県西伯郡渡村（現境港市渡町）に庄司廉の長男として生まれる。
昭和11年（1936年）東京帝国大学経済学部卒業。
昭和17年（1942年）鳥取県石炭統制（株）常務取締役。昭和21年（1946年）鳥取地方裁判所調停委員（～1980年）。昭和26年（1951年）合資会社第弐商会代表社員社長。昭和35年（1960年）協和地下工業（株）代表取締役社長。
昭和36年（1961年）鳥取県教育委員（～1969年）昭和37年（1962年）（株）博愛病院取締役社長。昭和38年（1963年）（医）博愛病院理事長。

## 人物像

### 結婚
庄司保親は、奥出雲の山林大地主・23代田部長右衛門の全面的な世話で、島根県平田市の木佐家から嫁をもらった。この恩義に報いるため後年、保親は24代田部長右衛門の嫁に2代目坂口平兵衛の四女陽子を世話したという（『田部長右衛門（朋之）先生追悼録』）。

### 人柄・性格
信条・座右の銘は礼節、信義、誠実、温故知新。

## 家族・親族

### 庄司家
（鳥取県境港市渡町・【市】１．庄司家母屋・茶座敷及び庭園）

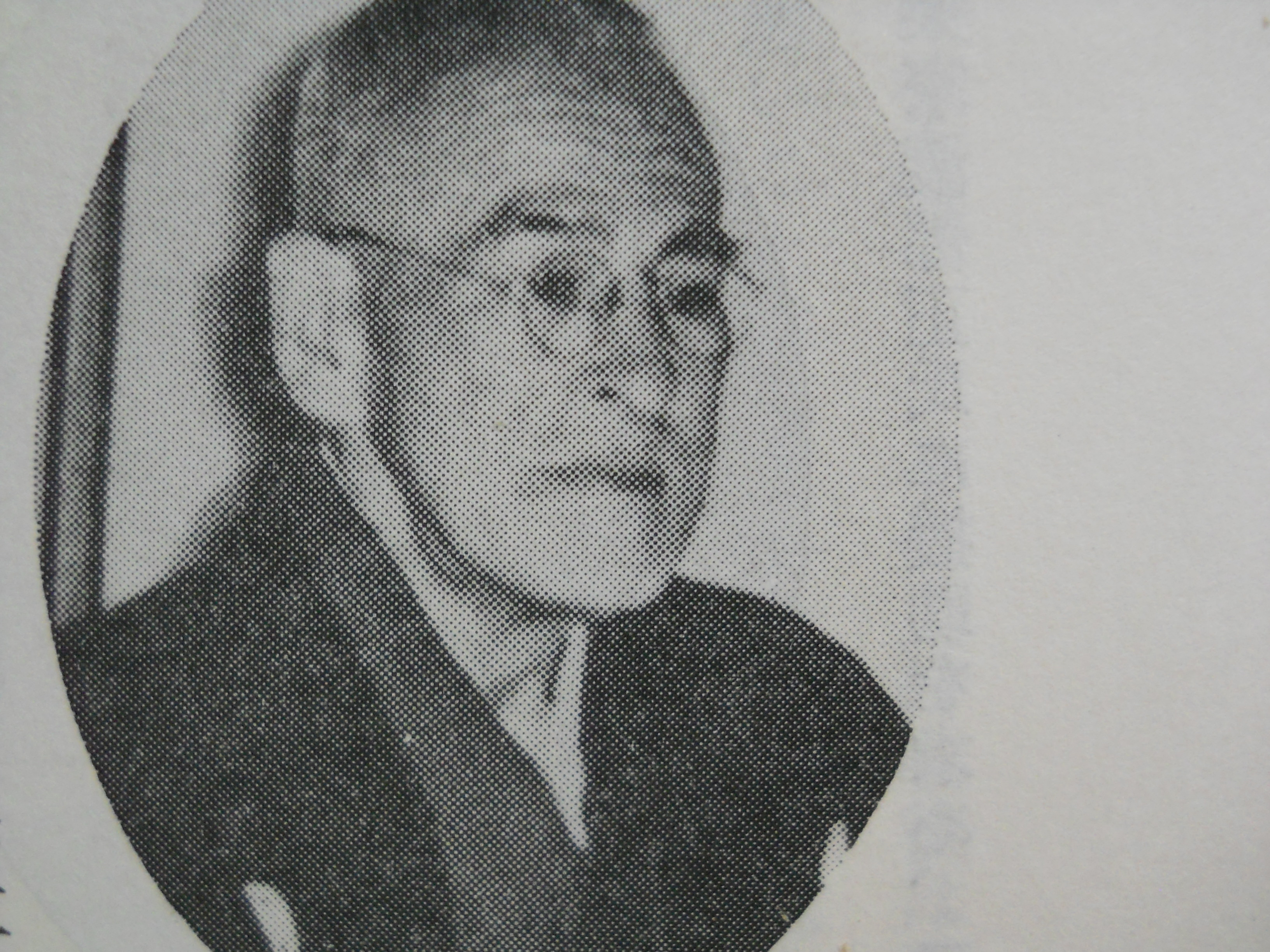
父・庄司廉

- 父・廉（実業家、政治家、鳥取県多額納税者[2]、農業・養蚕業、大地主[3]）

明治20年（1887年）4月生 - 昭和35年（1960年）8月没
- 妻・昌子[1]（元島根県平田市長木佐徳之助（木佐家9代目）の長女）
- 息子

尚史（実業家・合資会社第弐商会代表社員社長）

### 親戚
- 田部長右衛門 (23代)
- 坂口平兵衛 (2代) - 坂口財閥当主